# (23547) Tognelli
(23547) Tognelli (1994 DG) – planetoida z pasa głównego asteroid okrążająca Słońce w ciągu 4,59 lat w średniej odległości 2,76 j.a. Odkryta 17 lutego 1994 roku.